# Ian Stewart (atleta)
Ian Stewart (15 gennaio 1949) è un ex mezzofondista britannico.

## Palmarès
- Giochi olimpici

Monaco di Baviera 1972: bronzo nei 5000 metri piani.
- Mondiali

Atene 1969: oro nei 5000 metri piani.
- Europei indoor

Belgrado 1969: oro nei 3000 metri piani.
Katowice 1975: oro nei 3000 metri piani.
- Mondiali di corsa campestre

Rabat 1975: oro nell'individuale maschile.
- Giochi del Commonwealth

Edimburgo 1970: oro nei 5000 metri piani.
- Campionati internazionali di corsa campestre

Cambridge 1972: bronzo nell'individuale maschile.

## Altre competizioni internazionali
1974
- Oro alla San Silvestre Vallecana ( Madrid)